# Гоздув (Лодзинське воєводство)
Гоздув (пол. Gozdów) — село в Польщі, у гміні Стрикув Згерського повіту Лодзинського воєводства.
Населення — 209 осіб (2011).

## Демографія
Демографічна структура станом на 31 березня 2011 року:
|          | Загалом | Допрацездатний вік | Працездатний вік | Постпрацездатний вік |
| -------- | ------- | ------------------ | ---------------- | -------------------- |
| Чоловіки | 106     | 22                 | 71               | 13                   |
| Жінки    | 103     | 17                 | 57               | 29                   |
| Разом    | 209     | 39                 | 128              | 42                   |